# ケンちゃんシリーズ
ケンちゃんシリーズは、1969年から1982年にかけてTBS系列で全国放送された子供向けテレビドラマシリーズ。

## 概要
1962年から1969年にかけて放送されたチャコちゃんシリーズに続いて放送された。主に幼児から小学生、およびその家族向けに作られた。制作は国際放映。1976年頃まで「ライオンこども劇場」と冠がついていた。
放送時間は基本的に毎週木曜日の19:30から20:00であった。なお、「チャコちゃんシリーズ」開始前の1960年代中ごろに、アメリカの児童向けドラマ「チビッコ大将」が放送されるなど、この枠は歴史的にも子供向け番組の看板枠だった。
内容は、東京近郊の自営業者の家庭（「ケンちゃんトコちゃん」のみサラリーマン家庭）の子供の生活をほのぼのと描いたものである。ロケーションは主に国際放映のスタジオのある祖師ヶ谷大蔵駅周辺など、東京都世田谷区内の小田急沿線の住宅地・商業地で主に行われた。ただし、ドラマの中で、設定として「東京」以上の具体的な地名が実在・架空にかかわらず出てくることはなく、このロケーション地自体が、ドラマで設定されている舞台かどうかは不明である。そのため、ドラマの中でミュージックホーンを鳴らす小田急の特急ロマンスカー3100形NSEなどの走行シーンを見かける。
本放送時、TBSの子供向け番組の看板番組的な存在であり、その子役らも人気を博した。
『チャコとケンちゃん』、『おもちゃ屋ケンちゃん』など、一時期は劇場用に映画化されたものもある。
一時は常時20%超を記録していた視聴率も、最終作『チャコとケンちゃん』の時には平均12%台（ビデオリサーチ調べ、関東地方）に下降。これを受けて「長い間色々やって来たが、もうやり尽くした感じがする」としてシリーズの終了を決めたと当時のTBS番組渉外課がコメントしている。この1982年のシリーズ終了まで一貫して16ミリフィルム録画で制作され、VTR収録は用いられなかった。
2010年よりホームドラマチャンネルでケンちゃんシリーズが再放送された。再放送されたのは ジャンケンケンちゃんから おもちゃ屋ケンちゃんまでの5作品で、初代チャコちゃんシリーズとケンにいちゃん以降の作品は再放送されていない。

## シリーズ一覧

### チャコちゃんシリーズ
パパの育児手帳
1962年10月15日 - 1963年5月24日放送・全30話＝5日1話完結
四方晴美が演じるチャコちゃんシリーズの第1作。第4作と共に父親役は四方の実父である安井昌二、母親も実母小田切みきが演じた。この作品のみ、平日の13:00 - 13:30（後の『（花王）愛の劇場』の枠）で放送した。明治乳業（現在株式会社明治）一社提供。
チャコちゃん社長
1964年7月16日 - 10月1日放送・全12話
この作品のみ金曜21:00 - 21:30枠で放送。東洋レーヨン（現在東レ）一社提供。
チャコちゃんハーイ!
1965年2月4日 - 1966年1月27日放送・全52話
この作品より、木曜19:30 - 20:00枠で放送。また、この作品からライオン（当時ライオン油脂・ライオン歯磨）提供。
チャコちゃん
1966年2月3日 - 1967年3月30日放送・全61話
チャコねえちゃん
1967年4月6日 - 1968年3月28日放送・全52話
宮脇康之演じるケンちゃんが初登場。
チャコとケンちゃん
1968年4月4日 - 1969年3月27日放送・全52話
- モノクロ作品であるチャコちゃんシリーズのTV版は、これまでに「チャコねえちゃん」のみが株式会社スバックから一部の回のみ収録されたDVD BOXが発売されている（第1話、第5話、第16話、第21話、第23話、第24話、第33話、第38話、第41話、第46話、第49話、最終話の第52話の合計12話分）が、全話分のDVDは発売されていない。過去に「チャコちゃん」もVHSビデオ版が発売されているが、こちらも一部の回のみ収録されたものであり、全話分は発売されていない。これまでにCS放送等やチャコちゃん、チャコねえちゃん以外のシリーズのVHSビデオ、DVDソフト化もされていないため、未収録の回のフィルムや他のチャコちゃんシリーズのフィルムの現存は不明である。

### ケンちゃんシリーズ

#### 初代ケンちゃん
ジャンケンケンちゃん
1969年4月3日 - 1970年2月26日放送・全48話
ケンちゃん（設定は小学1年生）の単独出演。お母さん役で最多出演をすることになる岸久美子が初登場。お父さん役は前田昌明。
ケンイチ - 宮脇康之、お父さん - 前田昌明、お母さん - 岸久美子
ケンちゃんトコちゃん
1970年3月5日 - 1971年3月4日放送・全52話
チャコちゃんに変わる兄妹設定でトコちゃん（佐久間まゆみ）が登場して以降3作連続出演。しっかり者の妹役としてケンちゃんと名コンビぶりを披露した。1970年10月1日放送分よりカラー化。
ケンイチ - 宮脇康之、トコ - 佐久間まゆみ、お父さん - 塚本信夫、お母さん - 柳川慶子
すし屋のケンちゃん
1971年3月11日 - 1972年3月2日放送・全52話
前作同様ケンちゃんとトコちゃん（設定は小学1年生）兄妹が主人公。お父さん役として牟田悌三が初登場。寿司屋「久松寿司」を経営する小林家が舞台で、家が自営業（子供の好きなものを扱う小売・飲食業）という設定が今作で始まった。従業員としてマンガさん（進士晴久、以降合計4作に役名を変えながら出演）らユニークなキャラクターが登場するようになる。他にもおじいさん役で名優笠智衆が出演、ケンちゃんの柔道のコーチの三五郎（石田信之、以降4作連続出演）、小学校の雷先生（工藤堅太郎、以降3作連続出演）も登場するなどセミレギュラー陣が充実した。
ケンイチ - 宮脇康之、トコ - 佐久間まゆみ、お父さん - 牟田悌三、お母さん - 吉行和子
ケーキ屋ケンちゃん
1972年3月9日 - 1973年3月1日放送・全52話
洋菓子店「カムラ」が舞台。つまり一家の姓は「かむら」。ケンちゃん、トコちゃん、お父さん役の牟田悌三は前作と同じ。お母さん役で岸久美子が再登場、以降最終作まで出演する。牟田と岸は18歳の実年齢差があるが、合計6作で息の合った夫婦役を演じた。主題歌は「ケンちゃん」役で主演の宮脇康之本人が歌唱した。
ケンイチ - 宮脇康之、トコ - 佐久間まゆみ、お父さん - 牟田悌三、お母さん - 岸久美子
おもちゃ屋ケンちゃん
1973年3月8日 - 1974年2月28日放送・全52話
初めて飲食以外の商店となる玩具店が舞台。ケンちゃんの妹はトコちゃんから前作でお父さんの知人の子として登場したマコちゃん（永春智子）に交代。お父さんは牟田悌三が一旦降板し、前田昌明が再出演した。主題歌は前作に続き宮脇康之本人が歌唱。
ケンイチ - 宮脇康之　妹マコ - 永春智子、お父さん - 前田昌明、お母さん - 岸久美子
ケンにいちゃん
1974年3月7日 - 1975年2月27日放送・全52話
家はレストラン「あおぞら」を経営。宮脇康之演じるケンイチの弟ケンジとして岡浩也が初登場。劇中での呼称はケンイチが「ケンにいちゃん」、ケンジが「ケンちゃん」となる。以降の3作品ではケンジらが中心となり、ケンイチは彼らを見守ったり助言したりする立場の、実質的には脇役的な存在になる。お父さん役は牟田悌三が復帰し、以降5作連続出演。この作品を以てライオン油脂が撤退、『ライオンこども劇場』の枠名が廃止される。
ケンイチ - 宮脇康之、健二 - 岡浩也、お父さん - 牟田悌三、お母さん - 岸久美子
おそば屋ケンちゃん
1975年3月6日 - 1976年2月26日放送・全52話・ネットチェンジのため、近畿広域圏は朝日放送（ - 第4話）から毎日放送（第5話 - ）へ
家は蕎麦屋「おゝもり庵」。長男ケンイチ（宮脇康之）、次男ケンジ（岡浩也、設定は小学1年生）に加えて長女チャコ（斎藤ゆかり：斎藤こず恵の妹）が登場。初めて三人兄弟妹となった。ケンイチは中学生となり、ケンジの小学校の担任・二代目雷先生役で水谷豊が出演。
スポンサーはライオン歯磨と明治製菓（現在明治）に変更。
ケンイチ - 宮脇康之、ケンジ - 岡浩也、チャコ - 斎藤ゆかり、お父さん - 牟田悌三、お母さん - 岸久美子
フルーツケンちゃん
1976年3月4日 - 1977年2月24日放送・全52話
「フルーツパーラー山本」が舞台。三兄弟妹の設定は前回と同様。ケンイチは本作スタート直後の4月に中学2年生となる設定だが、演じる宮脇の実年齢はひとつ上で、本作終了と同時に中学校卒業となり、本作をもって9年間演じたケンイチ役からも卒業となった。
ケンイチ - 宮脇康之、ケンジ - 岡浩也、チャコ - 斎藤ゆかり 、お父さん - 牟田悌三、お母さん - 岸久美子

#### 2代目ケンちゃん
パン屋のケンちゃん
1977年3月3日 - 1978年2月23日放送・全52話
パン屋「ラビットベーカリー」が舞台。岡浩也が初めてケンイチ役となる。妹にはチャコ（斎藤ゆかり）、そしていとこのケンタ（佐藤健一）が登場。
ケンイチ - 岡浩也、チャコ - 斎藤ゆかり、いとこのケンタ - 佐藤健一、お父さん - 牟田悌三、お母さん - 岸久美子
スポーツケンちゃん
1978年3月2日 - 1979年2月22日放送・全52話
牟田悌三がお父さん役を演じる最後のシリーズ。長男ケンイチ、長女チャコ、次男ケンジの三兄妹弟の設定は「なかよしケンちゃん」まで続く。スポーツ用品店が舞台だが、店内にはジュースコーナーがある。本作を以てライオン歯磨が撤退した。
ケンイチ - 岡浩也、チャコ - 斎藤ゆかり、ケンジ - 田村宗正、お父さん - 牟田悌三、お母さん - 岸久美子
カレー屋ケンちゃん
1979年3月1日 - 1980年2月28日放送・全52話
お父さん役として高津住男（真屋順子の夫）が登場、以後のシリーズでも演じることになる。「カレーショップ・ヤマシタ」が舞台。
スポンサーは明治製菓が継続し、新たに花王石鹸（現在花王）が参入した。
ケンイチ - 岡浩也、チャコ - 斎藤ゆかり、ケンジ - 野崎秀吾、お父さん - 高津住男、お母さん - 岸久美子
ケンちゃんチャコちゃん
1980年3月6日 - 1981年2月26日放送・全52話
ラーメン屋「ファミリーらーめん」が舞台。チャコ役として新しく久米敬子が登場。初代ケンちゃん役の宮脇康之やトコちゃん役で出演していた佐久間真由美もゲスト出演。
ケンイチ - 岡浩也、チャコ - 久米敬子、ケンジ - 野崎秀吾、お父さん - 高津住男、お母さん - 岸久美子
なかよしケンちゃん
1981年3月5日 - 1982年2月25日放送・全52話
家はスパゲッティを得意とする洋食屋。岡浩也の演じるケンイチは中学生となる。岡浩也はこの作品の途中で声変わりをした関係もあって今作で引退。なお、その友人が万引きをする設定など、若干青少年問題にも触れる。主題歌は「なかよしハロー」。
ケンイチ - 岡浩也、チャコ - 久米敬子、ケンジ - 宮沢公二、お父さん - 高津住男、お母さん - 岸久美子

### シリーズの終焉
チャコとケンちゃん
1982年3月4日 - 9月30日放送・全31話
1968年4月に制作された作品と同名であるが、リメイク作品ではない完全なオリジナル作品となっている。事実上、主人公はチャコに交代。家はフランチャイズではない独立のファストフード店。久米敬子の演じるチャコ（小学校高学年）と、その弟のケンイチ（幼稚園児）の設定。これまでの作品と比べドタバタコメディ的な内容が強く、主題歌はロック調である。本作をもって、チャコちゃんシリーズから続いていたケンちゃんシリーズのドラマがトータルで20年の歴史に幕を閉じた。
チャコ - 久米敬子、ケンイチ - 宮沢公二、お父さん - 高津住男、お母さん - 岸久美子

### 劇場版
『チャコとケンちゃん』
1969年3月18日公開。製作国際放映、配給東映。モノクロ作品。『東映まんがまつり』内の一作。
同時上映は『長靴をはいた猫』・『ひみつのアッコちゃん』（第1作）・『怪物くん』（アニメ第1作）・『ひとりぼっち』の4本。
『おもちゃ屋ケンちゃん よそではいい子』
1973年8月1日公開。製作国際放映、配給東宝。『東宝チャンピオンまつり』内の一作。
同時上映は『怪獣島の決戦 ゴジラの息子』（再映）・『ウルトラマンタロウ』・『科学忍者隊ガッチャマン』・『愛の戦士レインボーマン』・『山ねずみロッキーチャック』の5本。
- 『チャコとケンちゃん』は、2012年8月10日に東映ビデオから発売されたDVD「復刻! 東映まんがまつり 1969春」に、同時上映全作品と共に収録されている。

## 番組の流れ
『ケンちゃんシリーズ』は、概ねこのパターンで進行する。
1. オープニングキャッチ
  - 映像は、『ライオン奥様劇場』（フジテレビ系列）や『ライオンお笑いネットワーク』（よみうりテレビ制作・日本テレビ系列）同様、実写のライオンが行進したり吠えたりする物だった。ライオン油脂が撤退した『おそば屋ケンちゃん』からは廃止され、オープニング直後に、ブルーバックに提供名をクレジットした。
2. アバンタイトル
  - 店内の場面が映し出され（例外も有り）、ケンちゃんのアップシーンになった時に番組タイトルが映し出されて、オープニングとなる。
3. オープニング
4. CM（1）
5. サブタイトルクレジット→ストーリーAパート
  - サブタイトル読み上げは、女性ナレーターがまず番組タイトルを読み上げた後、サブタイトルを読み上げる構成となっている。
6. CM（2）
7. ストーリーBパート
  - ストーリーは、映像がストップモーションになってBGMが出た所で、終わりとなる。
8. CM（3）
9. 次回予告
10. 提供クレジット
  - ライオン提供時代は、オープニングキャッチと同じ映像を使用していた。
11. エンドカード
  - 最後の台詞は、『おもちゃ屋ケンちゃん』までは（ケンちゃんと妹）「バイバーイ、また見てねぇ!」だったが、『ケンにいちゃん』以降は（ケンちゃん）「バイバーイ」（弟妹）「バイバーイ」（全員）「また見てねぇ!」となった。

## ネット局
※系列は放送当時のもの。
| 放送対象地域          | 放送局       | 系列                          | ネット形態                                                                 | 備考 |
| --------------------- | ------------ | ----------------------------- | -------------------------------------------------------------------------- | --- |
| 関東広域圏            | 東京放送     | TBS系列                       | 制作局                                                                     | 現在TBSテレビ |
| 北海道                | 北海道放送   | TBS系列                       | 同時ネット                                                                 | |
| 青森県                | 青森放送     | 日本テレビ系列                | 同時ネット                                                                 | 青森テレビ開局まで |
| 青森県                | 青森テレビ   | TBS系列                       | 同時ネット                                                                 | 1969年12月開局から 1975年3月まではNETテレビ系列局 （番組編成上は、事実上TBS系列とのクロスネット局）                   |
| 岩手県                | 岩手放送     | TBS系列                       | 同時ネット                                                                 | 現在IBC岩手放送 |
| 宮城県                | 東北放送     | TBS系列                       | 同時ネット                                                                 | |
| 秋田県                | 秋田放送     | 日本テレビ系列                | 遅れネット                                                                 | |
| 山形県                | 山形放送     | 日本テレビ系列 テレビ朝日系列 | 遅れネット                                                                 | 1980年3月までは日本テレビ単独加盟局 「カレー屋ケンちゃん」までは水曜19:00 - 19:30に放送 以降は土曜17:00 - 17:30に放送 |
| 福島県                | 福島テレビ   | TBS系列 フジテレビ系列        | 同時ネット                                                                 | |
| 山梨県                | 山梨放送     | 日本テレビ系列                | 不明                                                                       | 1970年3月まで |
| 山梨県                | テレビ山梨   | TBS系列                       | 同時ネット                                                                 | 1970年4月開局から |
| 長野県                | 信越放送     | TBS系列                       | 同時ネット                                                                 | |
| 新潟県                | 新潟放送     | TBS系列                       | 同時ネット                                                                 | |
| 静岡県                | 静岡放送     | TBS系列                       | 同時ネット                                                                 | |
| 中京広域圏            | 中部日本放送 | TBS系列                       | 同時ネット                                                                 | 現在CBCテレビ |
| 富山県                | 北日本放送   | 日本テレビ系列                | 遅れネット                                                                 | |
| 石川県                | 北陸放送     | TBS系列                       | 同時ネット                                                                 | |
| 福井県                | 福井放送     | 日本テレビ系列                | 遅れネット                                                                 | |
| 近畿広域圏            | 朝日放送     | TBS系列                       | 同時ネット                                                                 | 現在朝日放送テレビ （NETテレビ→テレビ朝日系列） 1975年3月27日まで                                                     |
| 近畿広域圏            | 毎日放送     | TBS系列                       | 同時ネット                                                                 | 1975年4月3日から 腸捻転解消に伴う移行                                                                                 |
| 岡山県                | 山陽放送     | TBS系列                       | 同時ネット                                                                 | 現在RSK山陽放送 当時の放送エリアは岡山県のみ                                                                          |
| 島根県 →鳥取県 島根県 | 山陰放送     | TBS系列                       | 同時ネット                                                                 | 1972年9月21日までの放送エリアは島根県のみ 1972年9月28日から電波相互乗り入れにより鳥取県でも放送                       |
| 広島県                | 中国放送     | TBS系列                       | 同時ネット                                                                 | |
| 山口県                | 山口放送     | 日本テレビ系列                | 1964年9月時点では日曜21:30 -22:00に遅れネット 1965年12月時点では同時ネット | 1970年3月まで 1964年9月時点では、当時別編成だった徳山局・関門局とも同一時間帯で放送。                                 |
| 山口県                | テレビ山口   | TBS系列 フジテレビ系列        | 同時ネット                                                                 | 1970年4月開局から 1978年9月まではNETテレビ→テレビ朝日系列とのクロスネット局                                           |
| 徳島県                | 四国放送     | 日本テレビ系列                | 遅れネット                                                                 | |
| 愛媛県                | 南海放送     | 日本テレビ系列                | 同時ネット                                                                 | |
| 高知県                | 高知放送     | 日本テレビ系列                | 同時ネット                                                                 | 1970年3月まで |
| 高知県                | テレビ高知   | TBS系列                       | 同時ネット                                                                 | 1970年4月開局から |
| 福岡県                | RKB毎日放送  | TBS系列                       | 同時ネット                                                                 | |
| 長崎県                | 長崎放送     | TBS系列                       | 同時ネット                                                                 | |
| 熊本県                | 熊本放送     | TBS系列                       | 同時ネット                                                                 | |
| 大分県                | 大分放送     | TBS系列                       | 同時ネット                                                                 | |
| 宮崎県                | 宮崎放送     | TBS系列                       | 同時ネット                                                                 | |
| 鹿児島県              | 南日本放送   | TBS系列                       | 同時ネット                                                                 | |
| 沖縄県                | 琉球放送     | TBS系列                       | 同時ネット                                                                 | |

- 遅れネット局では水曜19時（末期は週末に放送日移動）から放送していた。
- TBS及びTBS系列では、本放送期間中に過去の作品の再放送を行っていた放送局[6] があった。また、CSチャンネル・ホームドラマチャンネルでも放送していたことがあった。
- 毎日放送では、「腸捻転」時代に朝日放送にネットされた作品の再放送を行ったことがある[注釈 1]。

## 内容補足
- 各作品の基本的なパターンとして、ケンちゃんやチャコちゃん、あるいはその友人らに何かしらおきるトラブルなどが、友情や兄・父母の助言で解決というパターンが多い。
- ケンちゃんの両親や祖父母の役は、それ以前から実績のある俳優が演じており、父親は牟田悌三、母親は岸久美子が多く演じており、祖母は風見章子、葦原邦子、祖父は有島一郎、田崎潤などが演じている。また、巡査役としてフジテレビの『ママとあそぼう!ピンポンパン』で子供たちに親しまれていた坂本新兵が出演した。
- 「家族旅行」という設定で、主に夏場に鹿児島・那須・熱海など全国各地にロケを行っている。その地域の民芸品が登場したり、現地の子供と交流するストーリーも多かった。
- オープニングでは、「カレー屋ケンちゃん」の夏季放送分に遊園地の「流れるプール」の映像が流れるなど、首都圏の行楽地が放送されることもあった。
- 関連商品も食器・帽子など多く発売された。特にライオン提供時代は、ライオンの子供向け練歯磨「ライオンこどもはみがき」にキャラクター商品として発売した事があり、またライオン製品のCMにケンちゃんが登場した事もあった。

## DVD化
- ジャンケンケンちゃん はベストフィールド社から2018年にDVD化された